# Heilshorn
Heilshorn, ursprünglich ein Dorf, ist eine Ortschaft im Stadtgebiet von Osterholz-Scharmbeck im Landkreis Osterholz mit ungefähr 2000 Einwohnern.

## Geographie
Heilshorn liegt etwa acht Kilometer westlich von Osterholz-Scharmbeck und an der Trasse der ehemaligen Bundesstraße 6 (Cuxhaven–Goslar–Leipzig–Görlitz). Das Dorf liegt nordwestlich des Stoteler Waldes und wird von der Schönebecker Aue umflossen, einem Geestrandbach. Das Tal der Schönebecker Aue zerschneidet im Ortsgebiet von Heilshorn die Osterholzer Geest in Nord-Süd-Richtung. Westlich schließt sich die Bremer Schweiz, nordöstlich die Lange Heide an. Der gleichnamige Ortsteil Lange Heide, der heute den einwohnerstärksten Teil der Ortschaft bildet, liegt etwa 2 Kilometer nördlich des Dorfes am Waldrand des Staatsforstes Osterholz-Scharmbeck.

## Geschichte
Heilshorn gehörte zum Kirchspiel Lesum. Zu diesem Kirchspiel gehörten die Orte Aumund (bis 1871, danach eigenes Kirchspiel), „bei Lesumstotel“ (alte Bezeichnung für die späteren Orte Loge und Werschenrege), Borchshöhe (ist etwa ab 1800 eine eigene Ortsbezeichnung), Brundorf, Burgdamm, Dunge (auch aufgeteilt in Kleine Dunge und Große Dunge), Eggestedt, Erve (in alten Einträgen als Erbe), Friedrichsdorf (ein Teil von Grohn, seit etwa 1830 als eigene Ortsbezeichnung), Grohn, Habichthorst, Hahnhorst, Hawichhorst, Holthorst, Ihlpohl, Lesum, Lesumbrok (bis 1820 zu Lesum, gehörte danach zum Kirchspiel Vegesack), Lesumstotel, Leuchtenburg, Lobbendorf, Loge, Löhnhorst, Marßel, Neu-Lesum, Neu-Schönebeck, Neufähr, Osterhagen, Ovelgönne, Platjenwerbe, Schönebeck, St. Magnus, Stendorf, Stubben, „vor dem Burgdamm“, „vor dem Vegesack“, Vorwolde, Werschenrege, Wollah (bzw. Willa, Wolda) und Wölpsche. Von diesen Orten gehören seit 1939 zu Bremen: Aumund, Burgdamm, Grohn, Lesum, Lobbendorf, Marßel, Schönebeck, St. Magnus.
Dieses Kirchspiel war dann Grundlage des Kirchenkreises Lesum, der 1948 in den Kirchenkreis Osterholz-Scharmbeck umbenannt wurde. Die Superintendentur wurde daraufhin nach Osterholz-Scharmbeck verlegt. Bis 1949 gehörten die Kirchengemeinden Aumund, Blumenthal, Bruch, Grohn, Hambergen, Lesum, Meyenburg, Osterholz, Ritterhude, Scharmbeck und Schwanewede zum Kirchenkreis.
Die ehemals selbstständige Gemeinde Heilshorn wurde am 1. März 1974 aufgrund der Gebietsreform in Niedersachsen in die Stadt Osterholz-Scharmbeck eingemeindet. Insbesondere die Ansiedlung von US-Truppen 1978 in Garlstedt in der neuen Lucius-D.-Clay-Kaserne führte zu einer starken Amerikanisierung des Dorfes; Tankstellen und Kaufleute stellten sich auf den „american way of life“ ein. Nach dem Abzug der US-Amerikaner, die Kaserne wird heute als Logistikschule der Bundeswehr genutzt, ist davon heute kaum noch etwas zu erkennen.

## Wappen

Ehemaliges Gemeindewappen von Heilshorn

Das Wappen zeigt oben auf goldenem Grund ein mit Zinnen besetztes rotes Tor, vor dem sich ein blaues Band zieht. Dies steht für das von einem Wassergraben umgebene Gutshaus „derer von der Lieth“. Das silberne Germanische Horn auf rotem Grund im unteren Teil des Wappens soll die lange Geschichte des Ortes symbolisieren.

## Gebäude
- Wohn- und Wirtschaftsgebäude Auf dem Rusch 3 von um 1790 in Fachwerk

## Infrastruktur
- An Bildungseinrichtungen bestehen ein Kindergarten sowie eine Grundschule.
- Sportfreunde Heilshorn von 1971 mit rund 350 Mitgliedern und den Sparten: Badminton, Damen Gymnastik, Eltern-Kind-Turnen, Fightclub, Fußball, Tischtennis und Volleyball.[2] Des Weiteren kann man bei den Sportfreunden das Deutsche Sportabzeichen ablegen. Der Höhepunkt des Vereinsjahres ist der Himmelfahrtslauf, der seit 1971 jährlich stattfindet und mehr als 200 Läufer anzieht. Der Himmelfahrtslauf bietet Laufdistanzen von 400 m, 800 m, 1000 m, 3 km, 5 km, 10 km sowie einem Halbmarathon an.
- Heilshorner Bürgerverein von 1971 im Dorfgemeinschaftshaus
- Senioren-WG von 2006 am Sandbergweg mit Platz für bis zu 12 Senioren.

## Wirtschaft und Verkehr

### Wirtschaft
Die Firma Faun hat die Kernstadt von Osterholz-Scharmbeck verlassen und unterhält im neuen Gewerbegebiet der Stadt in Heilshorn ein neues Werk zum Bau von Kommunalfahrzeugen.
Neu angesiedelt sind mehrere Gewerbebetriebe im Grenzbereich zur Ortschaft Brundorf, insbesondere ein Zentrallager des Lebensmitteldiscounters Lidl, die Unternehmensgruppe Präwest, Booster und einige kleinere Unternehmen.
In Heilshorn wurde mit dem Hotel „Weißes Haus“ am Sandbergweg 1993 das erste Behindertenhotel in Deutschland gegründet.

### Verkehr
In Heilshorn kreuzen sich drei Buslinien des VBN. Sie verbinden Heilshorn mit der Stadt Osterholz-Scharmbeck, mit umliegenden Orten und mit Bremen und stellen teils auch die innerörtliche Erschließung sicher. Heilshorn ist in ostwestlicher Richtung über die Landesstraße 149 mit Osterholz-Scharmbeck sowie mit der A 27 bei Eggestedt (Abfahrt Schwanewede) verbunden. Auch die Landesstraße 135 führt in südlicher Richtung an die A 27 sowie an Bremen heran.

## Sagen
In der Nähe von Heilshorn soll sich auf dem „Mörderberg“ ein Wettrennen zwischen Hake Betken und zwei losen Gesellen abgespielt haben. Nach dem Wettrennen haben die Männer ihn mit einem Trick wehrlos gemacht und erschossen.